# Haselünne
Haselünne è una città di 12.840 abitanti della Bassa Sassonia, in Germania.
Appartiene al circondario (Landkreis) dell'Emsland (targa EL).